# 大别山晨刊
《大别山晨刊》是由皖西日报社创办于2004年1月1日的一份面向六安市的都市早报。《大别山晨刊》最早为《皖西日报》下午版，2006年正式成为《大别山晨刊》，日发行量约为3万份。2018年起，报纸停刊。